# Сергій Святченко
Сергій Святченко (дан. Sergei Sviatchenko; нар. 7 жовтня 1952, Харків) — данський художник українського походження, з 1990 живе та працює в Данії. Працює в галузі сучасного мистецтва, як медіа-художник, живописець, колажист, відео, інсталятор, майстер фотомонтажу, фотограф. У 1980-ті роки очолював Центр сучасного мистецтва в Києві. Представник Нової української хвилі.

## Життєпис
Народився в сім'ї архітектора, професора архітектури, члена-кореспондента Української Академії архітектури Євгена Адріановича Святченко (1924—2004) та інженерки Нінель Григорівни Святченко.

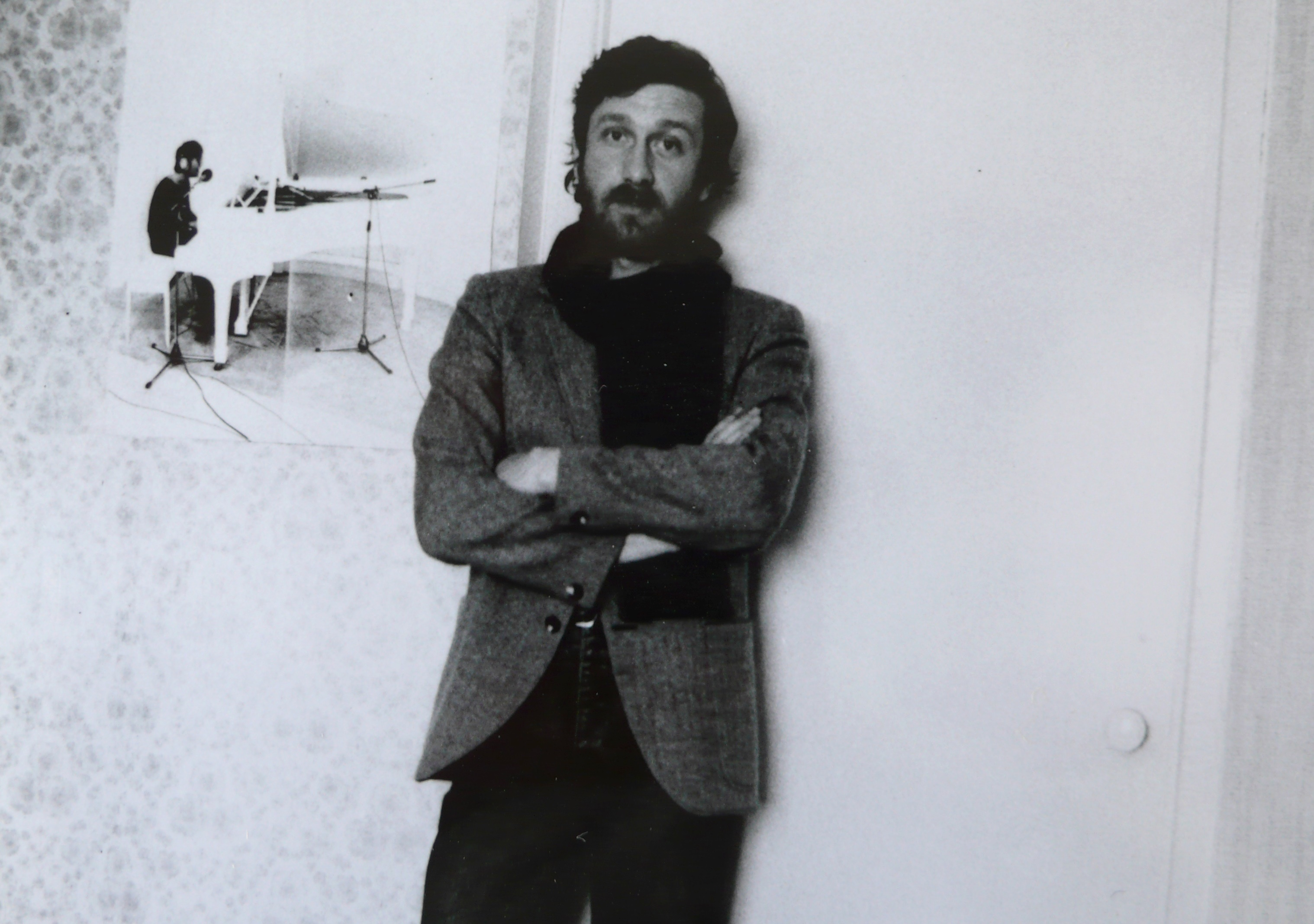
Сергій Святченко, 1985 р.

У 1975 році закінчив Харківський інженерно-будівельний інститут, архітектурний факультет (зараз Харківський національний університет будівництва та архітектури ХНУБА). У формуванні його художнього світогляду велику роль зіграли викладачі: Антонов Віктор Леонідович, професор, академік архітектури, і Йосип Кравець, професор, викладач живопису і рисунку.
Працював архітектором у декількох проєктних організація Харкова, у 1986 році переїхав в Київ, де закінчив аспірантуру Київського інженерно-будівельного інституту (нині — Київський національний університет будівництва і архітектури КНУБА), написавши дисертацію «Засоби візуальної інформації в архітектурі».
У 80-х став одним з засновників Центру сучасного мистецтва «Soviart» в Києві та одним із організаторів перших українських виставок сучасного мистецтва. Серед них такі проєкти, як «Київ-Таллінн» в Київському політехнічному інституті (1987), «Київ-Каунас» (1988), Перша спільна виставка радянських і американських художників (1988), «21 погляд. Молоді сучасні українські художники»(1989), «Українське малARTство (60-80г.г.)»(1990), «7 + 7»- перша спільна виставка радянських і датських художників (1990), «Спалах. Нове покоління українського мистецтва»(1990)..
Наприкінці 1990 року, отримавши художній ґрант, Святченко разом з дружиною Оленою Святченко (до шлюбу Філатова) переїжджає працювати в Данію. Цього ж року починає брати участь у персональних та групових виставках в Європі, Канаді та Америці. Місцем постійного проживання сім'ї Святченко стало місто Виборг (Данія), де народився у 1991 році син Ерік Святченко..

## Творчість

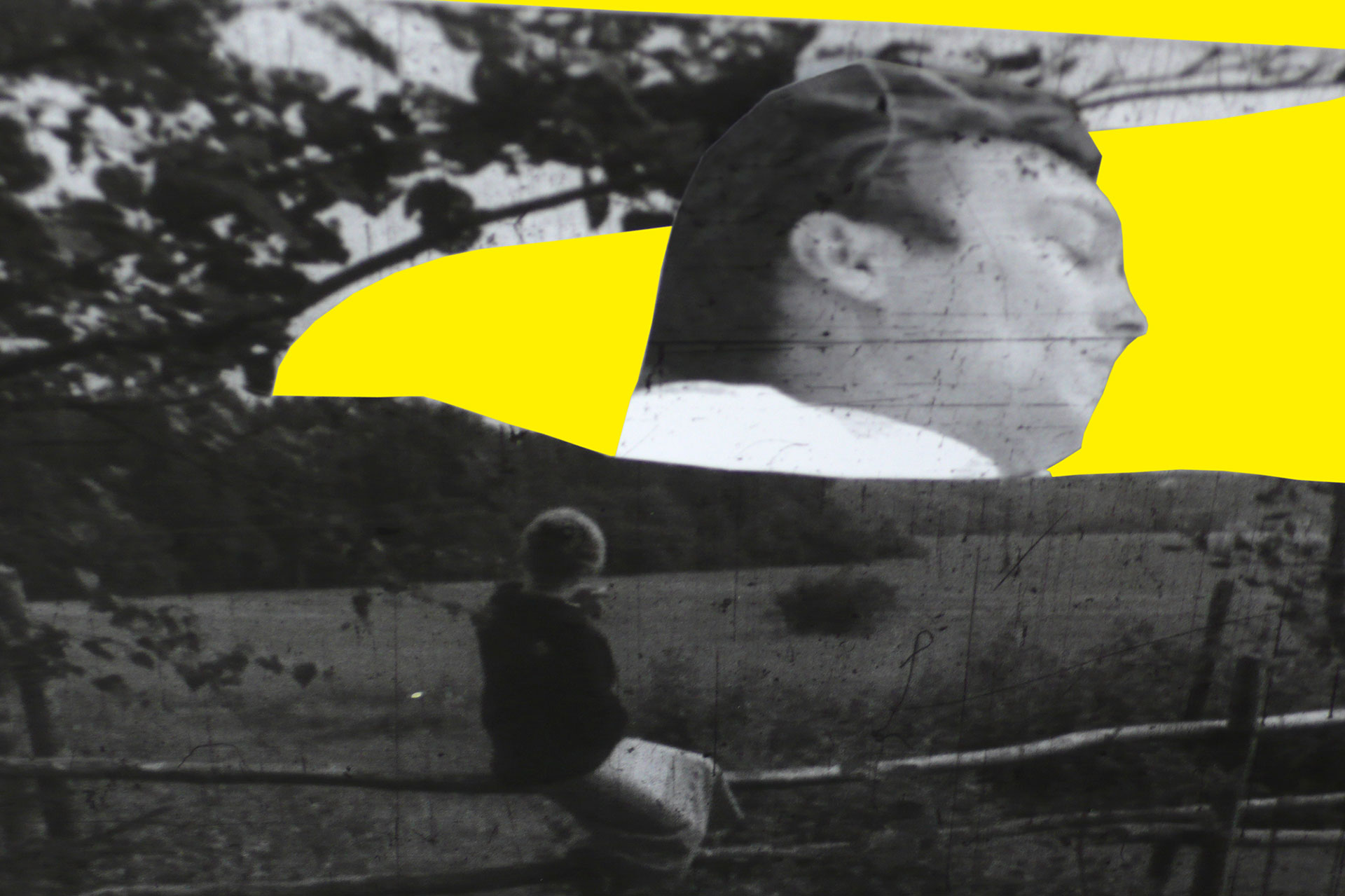
«Дзеркало до Дзеркала», 2008. Присвячується Андрію Тарковському

Святченко втілив низку монуменальних проектів, таких як головний офіс фірми Nokia в Копенгагені, (зараз університет Ольборг), комплекс будівель датської бізнес-школи Tredium, офіси Jyske Bank, Nykredit та багато інших. Його роботи знаходяться в колекції Датського Королівського Двору.
У 1986 році Святченка запросили працювати художнім редактором у київський молодіжний журнал «Ранок» («Ранок»). Він став одним із творців першого в Радянському Союзі центру сучасного мистецтва «Совіарт» в Києві, його художнім директором та куратором.
У другій половині 80-х років в українському образотворчому мистецтві виник рух «Нова хвиля», учасники якого, відкидаючи цензурні обмеження, стверджували своєю творчістю нові естетичні принципи і доводили своїми роботами право на власний вибір художнього методу. Сергій Святченко був одним з активних учасників цього руху в Києві.
Член Союзу данських художників і графіків (BKF). Член Національної спілки архітекторів України (НСАУ).
У 2007 році став лауреатом Міжнародної премії «Жовтий олівець»/Yellow Pencil Award 2007/Лондон (D&AD)/Yellow Pencil Award 2007/ Лондон (D&AD).

### Колаж

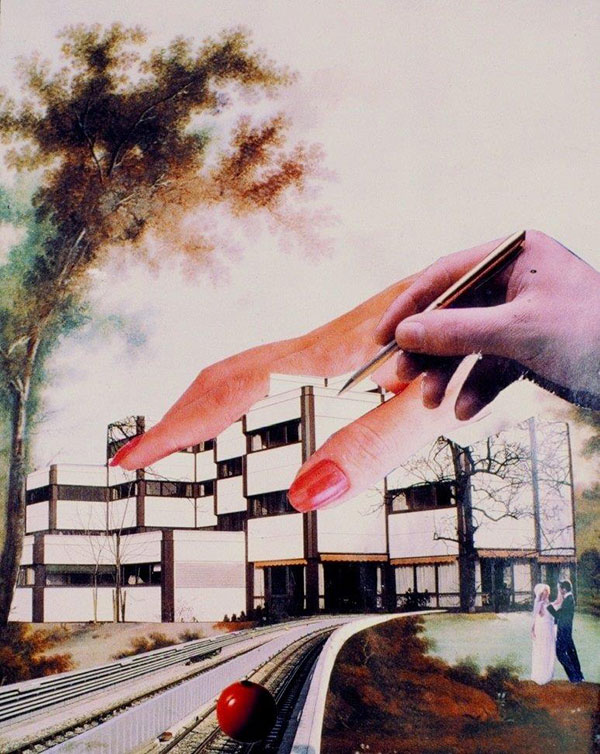
Wedding architecture (Red Ball), 1985

Колаж як виразна художня форма зустрічається в творчості Святченко вже в кінці 70-х — початку 80-х років. Мистецтвознавці, характеризуючи колажі Святченка, пишуть, що знаходять в них діалог між матеріальним і нематеріальним, між реалістичним і абстрактним або сюрреалістичним. Його колажі містять своєрідний сплав впізнаваного і народженого фантазією, конкретного і символічного, детально сконструйованого і несподівано спонтанного. Зв'язок між пізнаваними елементами, з одного боку, і загадковими потойбічними формами, з іншого, створює особливий художній ефект і викликає у глядача естетичну рефлексію .
У колажних творах Святченка досить чітко помітні дві тенденції, одна з яких сягає своїм корінням в конструктивізм, а інша — в сюрреалізм .
Сергій Святченко визнається, що задуми його робіт часто народжувалися під впливом вражень від творів класичних представників авангарду Олександра Родченко (1891—1956), Еля Лисицького (1890—1941), Казимира Малевича (1878—1935) і Густава Клуциса (1895—1938).
В основі стилю і способів художньої виразності колажних робіт Святченка лежить вертикально-горизонтальна структура. Його композиції створюються зазвичай з відносно невеликої кількості елементів, що представляють собою фрагменти людських фігур, будівель або вже відомих предметів, які з'єднуються художником в абсолютно нову скульптурну форму. Мистецтвознавці зазначають, що у Святченка незвичайний характер техніки вирізання при створенні колажів, характеризуючи її як «безжалісне відсікання». Первісна горизонтально-вертикальна структура доповнюється потім ще одним виміром, так що елементи конструкції виявляються поміщеними в абсолютно новий контекст. Цей новий контекст створюється за рахунок двох привнесених компонентів — часу і спогадів..
Для творчості Святченко в цілому і, в першу чергу, для його колажних робіт дуже важливим був надихаючий імпульс, який він отримав, подивившись вперше культовий фільм Андрія Тарковського (1932—1986) «Дзеркало» в 1976 році. Поетична естетика фільму, його художня мова і символіка, образне втілення часу і простору в кінокадрах стали для Святченко зразком художньої творчості. Є ціла серія робіт «Mirror by Mirror» («Дзеркало до Дзеркала», 2008), присвячених фільму «Дзеркало».
Колажі, створені в цій серії, були виконані на основі вирізаних фрагментів з оригінальної плівки фільму, отриманої художником від його вчителя професора архітектури Віктора Антонова, якому їх передав Андрій Тарковський.
Разом з японсько-англійською художницею Норико Окаку  Сергій Святченко створив короткометражний фільм «Дзеркало до Дзеркала», присвячений фільму «Дзеркало». Спільний фільм Окаку і Святченка отримав першу премію на міжнародному фестивалі в м Лука (Італія) в 2013..
Колажі Святченка експонувалися на виставках в Данії, Німеччині, Італії, Австрії, Франції, Англії, Канаді, США і були опубліковані в таких культових журналах, як Dazed & Confused, AnOther, Kilimanjaro, Varoom, Elephant, Rojo, Viewpoint, Blueprint, DAMn, Euroman, LOFFICIEL, Stilletto, Arena, Neon, Free & Easy і багатьох інших.

### Серія Less

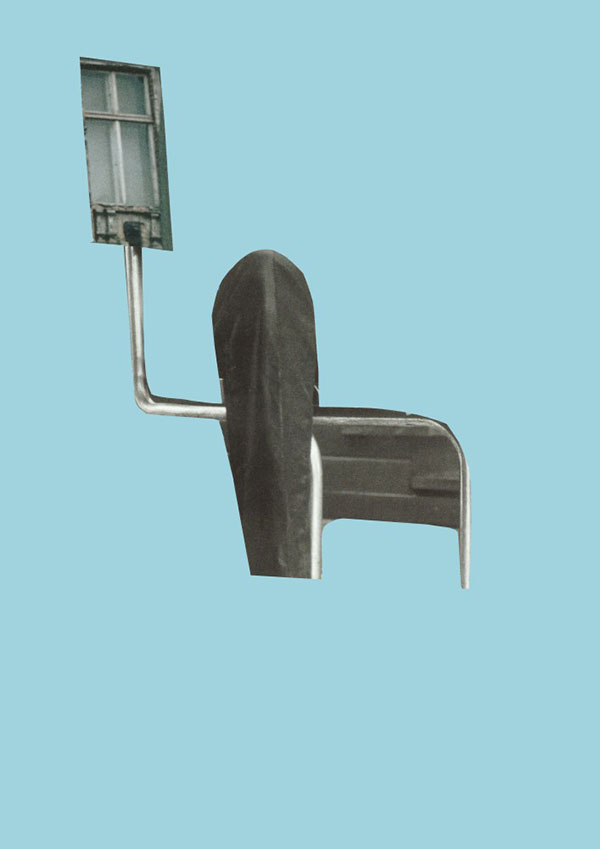
Less, 2006

Використовуючи назву книги, виданої в 2012 році в Берліні видавництвом гештальт «Все рухається вліво і вправо, якщо ти цього захочеш» «лівою» частиною його творчості є колажні серії. Створюючи свої колажі зокрема серію Less, Святченко, за його словами, спирається на естетичні пріоритети, які витягуються в результаті несвідомого, асоціативного та імпульсивного вибору з глибин нашої колективної пам'яті з метою досягнення ефекту, який він називає «естетичне здивування».
Поняття Less-колаж з'явилося в нульові роки як напрямок в сучасному концептуальному колажі і було вперше представлено Сергієм Святченком в 2004 році серією колажів під назвою Less.
Less-колаж виник як реакція на багатофрагментування, «перевантаженя» композиції в класичному і в сучасному колажі. Унікальність Less-колажів Святченка і характерні відмінності його образної мови, по-перше, в тому, що у відібраних зображеннях виробляються різкі й значні відсікання, і, по-друге, кількість елементів в колажі свідомо мінімізовано до двох або трьох. Незвично яскравий кольоровий задній фон (Less-колір) НЕ затьмарює зображення, але робить його візуально більш опуклим, надаючи плоским зображенням підкреслену рельєфність. Ще одна особливість Less-колажу полягає в тому, що в ньому немає ні найменшого натяку на місцезнаходження коллажності конструкції. Відсутність будь-якої «географічної» прикріпленності надає остаточну завершеність змісту створеного зображення, де кожен з елементів вирваний з реальності і безповоротно розлучений зі своїм корінням..

### Живопис

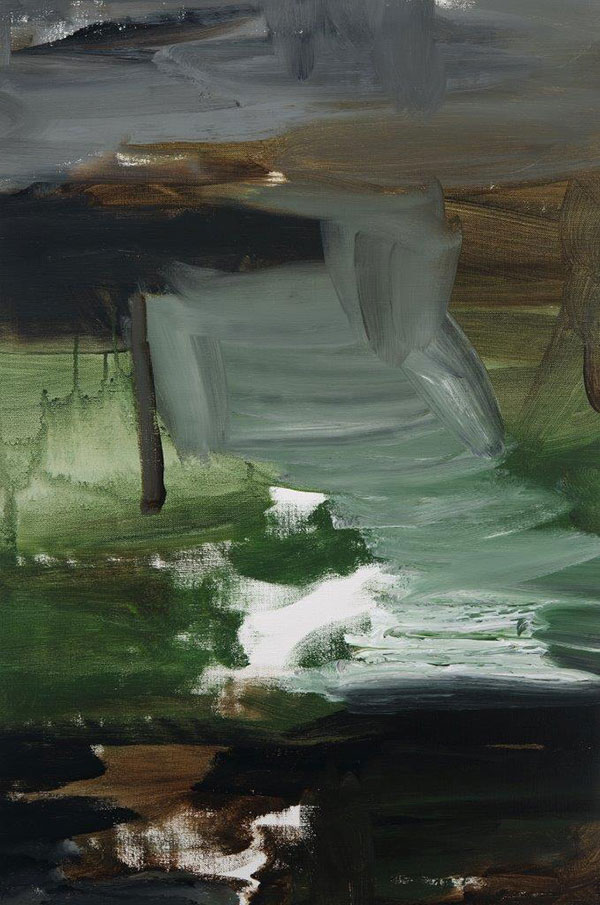
From the series Coronation, 2015

Всі мальовничі ідеї Святченка, остаточно оформилися в його творах до кінця 1990 року, їх називають «правою» частиною його творчості по відношенню до «лівої», коллажної.
Ідея «радості і насолоди» знайшла своє втілення в серії живописних робіт, які були створені в кінці 1990 року і були вперше показані на виставці «Українське малARTство (60-80 рр.)», Яка відкрилася в 1990 році в Києві, а потім у Фюнскому художньому музеї в данському місті Оденсе .
Центральна робота з цієї серії називалася «За горами радість» (1989). На її створення надихнули мальовничі роботи художників-передвижників (1886—1923) які ще в дитинстві справили на Святченка неабияке враження.
Магія світла і фарб в картинах передвижників стала джерелом чуттєвих спалахів у свідомості Святченко, що ставши художником, він захотів відтворити цей феномен в чуттєвому абстрактному живописі, де світло і колір були б включені в інші конструкції, отримали б інше звучання, наповнювалися б іншим настроєм і надавали б новий, але такий же магічний, вплив на глядача.
У 1990, вже в Данії, Святченко продовжив працювати в цьому ж стилі. Спочатку в картини цієї серії включалися короткі тексти, а також геральдичні символи та орнаменти.
У повному обсязі цю серію Святченко показав на своїй персональній виставці на FIAC в Парижі в 1994 з галереєю NORD (Denmark)  і продовжує працювати в цьому стилі до сьогоднішнього дня.
Злиття двох ідей сталося вперше в серії колажів «Capacity for Conjuring Illusion» («Здатність спотворювати ілюзію»), 2013.
Горизонтальні і вертикальні зв'язки, принципи нашарувань і з'єднання напрямків «вправо» і «вліво» були представлені на виставці
Сергія Святченко — «YOU» (ретроспективна виставка, VIBORG KUNSTHAL 2017).
Двотомна монографія про цей етап творчості «Everything goes right and left if you want it. The Art of Sergei Sviatchenko» («Все рухається вліво і вправо, якщо ти цього захочеш. Мистецтво Сергія Святченко»), що включає абстрактний живопис і колаж, вийшла наприкінці 2012 року, в Берлінському видавництві «Гештальт» (Gestalten).

### Senko Studio
]

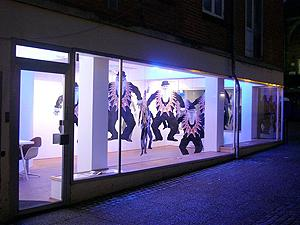
Senko Studio

На початку 2000-х Святченко відкрив у м. Віборг некомерційний виставковий простір, галерею Senko. Назва галереї — це дві перші і три останні букви імені і прізвища Sergei Sviatchenko..
Senko Studio (2002—2009) була задумана і створена не тільки як просто галерея, це був концептуально новий мультимедійний проєкт.
Оригінальна ідея Святченка, як творця, куратора, організатора виставок Senko Studio, полягала в тому, що він вибирав і запрошував у свій проєкт художників з усього світу, сприяючи таким чином створенню нового міжнародного співтовариства людей мистецтва в маленькому, але прекрасно організованому м. Віборг.
Проєктна пропозиція для оформлення місця демонстрації своїх робіт створювалася самим художником на підставі плану і фасаду будівлі, який він отримав з інтернету. Повністю скляні панелі будівлі, створювали «ефект акваріума», і це дозволяло глядачам побачити виставку, не заходячи всередину. На додаток до проєкту художник повинен був створити ескізи своєї виставкової листівки, плакату, а також дизайн підписаної і пронумерованій ним футболки.
Протягом 7 років в ній відбулися 72 міжнародних виставки сучасного мистецтва.

### Арт-проєкт Close Up And Private (CUAP)

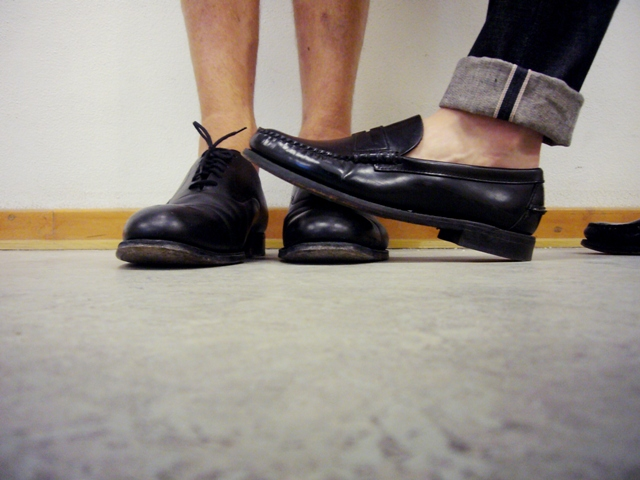
Close Up And Private, 2011

У 2009 Святченко разом зі своїм молодшим сином Еріком Святченко починає роботу над проєктом «наближене і особисте» (Close Up And Private). Цей проєкт виник після того, як Святченко познайомився з комунікативним ефектом соціальних мереж і блогів. Сайт починався як художній фотопроєкт, в центрі якого знаходилися деталі чоловічого костюму. Для здійснення ідеї були використані біла стіна студії Святченка, що служила заднім фоном, і маленька ручна фотокамера Leica. Далі проводився строгий відбір окремих предметів одягу, поєднання їх один з одним в композиції, фотографування, обробка результатів з метою надання їм особливого специфічного тону і, нарешті, розміщення на вебсайті. Італійський артдиректор Нелло Руссо (Nello Russo) створив дизайн сайту, де рухається ряд зображень, подібний тій атмосфері, яку можна побачити на вулиці Парижа, сидячи в кафе з чашкою кави. Відразу після розміщення фотографій у блозі, створена ним філософія нового візуального підходу до фотографії і стилю «підірвала» інтернет і отримала заслужене визнання..
Своїми фотографіями Святченко прагнув відобразити «візуальну мову стилю», який для нього є естетичним кодом, і легко б сприймаються людьми в широкому просторі сучасної моди. Його образи диктують, але надихають. Вони діють як «архетип». Зображення в проєкті «наближене і особисте» пропонують почати діалог про те, щоб перевести фотографію моди на інший рівень, а саме у напрямку до більш абстрактного осмислення об'єкта, що приведе нас від погляду на речі (в світі моди) як на комерційний об'єкт, до сприйняття його як елементу нової естетики. Головна мета роботи CUAP — знайти певний естетичний код, загальний для Святченка і його глядача, створити акт комунікації. Код, який на підсвідомому рівні доступний кожному..
У 2010 році під псевдонімом Сергій Нільсен (Sergey Nielsen) Святченко створив живописну версію Close Up And Private, в 2011 колажну «Less CUAP».
Проєкт Close Up And Private співпрацював з такими брендами, як Costume National, Gant Rugger, Dickies, Mismo, Jack & Jones by Premium, Harris Tweed і ін., створюючи нові художні інтерпретації та дизайн колекцій.
Завдяки цьому проєкту, Святченко, досить широко відомий в мистецькому середовищі, отримав популярність і серед людей, яких цікавить стиль в одязі. Згідно з опитуванням, проведеним журналом «EUROMAN», він був визнаний «чоловіком, який одягається краще всіх у Данії» у 2010 і 2014 роках.

### Виставки

#### Обрані персональні виставки
- 2021 Better than the Moon, Fredericia Art Association, Fredericia, Denmark
- 2019 Dream Machine, Homage to Interbau 57, Hansa center and the Danish Embassy, Berlin
- 2019 WE, collage, photography, paintings, Galerie Didier Devillez, Stephan Marquardt & Gallery, Brussels, Belgium
- 2018 Nature Matter, curated by Fay Dawling, Silkeborg Art Centre, Denmark
- 2018 End of Spring, Kiev Art Week, Ukraine
- 2018 Artist Take by Sergei Sviatchenko for Magasin du Nord», Copenhagen
- 2017 You, Retrospective, curated by Helene Nyborg Bay, Kunsthal Viborg, Denmark
- 2016 Secretly, Wall installation at the MQ Fore Court, Vienna
- 2015 Collages, Augustiana center for contemporary art, Denmark
- 2013 For Light and Memory, Gestalten Space, Berlin
- 2012 Mirror by Mirror, Homage to Andrei Tarkovsky, photocollage, installation, Riga Film Museum, Riga, Latvia
- 2009 Mirror by Mirror, Homage to Andrei Tarkovsky, photocollage, installation, West Cork Arts Centre, Cork, Ireland
- Mirror by Mirror, Homage to Andrei Tarkovsky, photocollage, installation, Gallery Photo Edition Berlin, Berlin, Germany
- Broken Images, Liaison Controverse, Dusseldorf, Germany
- The Shape of White, Visual Studies Workshop, Rochester NY, USA
- 2008 The Trip, Homage to the Psychedelic era, collage installation, ROJO artspace, Barcelona, Spain
- 2006 You are Not the Only One, installation, video, photography, Filosofgangen, Odense, Denmark
- 2000 Katarsis, installation, video, photography, Aarhus School of Architecture, Aarhus, Denmark
- Time, Kunsthallen Braenderigaard, Viborg, Denmark
- Mixed Landscape, installation, video, photography, Nielsen & Holm-Møller Museet, Holstebro, Denmark
- 1995 Works, Galerie Egelund, Copenhagen, Denmark
- 1994 The Wind, Gallery Nord, Denmark
- FIAC (International Art Fair), Gallery Nord, Paris, France
- 1992 Galerie Egelund, Copenhagen, Denmark
- 1991 Celebration, Gallery Nord, Randers,Denmark
- 1991 Gallery Thea Fisher-Reinhardt, West Berlin, Germany
- 1990 Gallery at the magazine Decorative Art of USSR, Moscow, USSR
- 1986 Institute of Design, Kiev, Ukraine, USSR

#### Обрані гупові виставки
- 2020 Less Festival for Contemporary Collage, Gentle Melody for Nature — Homage for Peter Skovgaard, Viborg, Denmark
- 2019 You Know My Name, Photo Kyiv Fair, Kyiv, Ukraine
- 2017 Face and Identity, Kunstcenter Silkeborg Bad, Denmark
- Meta-Matter, curated by Faye Dawling, Karst, Plymouth, UK
- 2016 Detached, Now and tomorrow, EIKON gallery at MQ, Vienna
- 2010 21st International Poster and Graphic Design Festival, Chaumont, France
- 2009 The Shape of White, Visual Studies Workshop, Rochester NY, USA
- 2008 Ink 01, International Illustration Rally, Fundación Bilbao Arte Fundazioa, Bilbao,
- Rojo Out, Reina Sofia Contemporary Art Museum, Madrid, Spain
- 2005 Playface, collage installation, Trevi Flash Art Museum, Italy
- Display, collage installation, Kforumvienna, Vienna, Austria
- Plotarteurope, Museo laboratorio di arte contemporanea, Rome, Italy
- 2000 Art 2000, Berkeley Square Gallery, London, UK
- 1999 Art Miami, Galerie Egelund, Miami, USA
- 1998 Artissima, Galerie Egelund, Turin, Italy
- 1996 Galerie Protée, Paris, France
- Art Cologne, Galerie Egelund, Cologne, Germany
- 1995 Kunstrai Art Fair Kunsthandel Frans Jacob, Amsterdam, Netherlands
- 1993 FIAC (International Art Fair), Gallery Nord, Paris, France
- 1990 Flash — New Ukrainian Art, House of Architects, Kiev, Ukraine, USSR
- Three Generations of Ukrainian Paintings: 1960s-1980s, Kiev- Denmark
- 1989 Kiev — Kaunas exhibition of contemporary Ukrainian art, Kiev
- 1989 The 1st Soviet-American Exhibition, Kiev, Kharkov, Tbilisi, USSR

## Публікації
- 2020	Christian Kortegaard Madsen, Better than the Moon, Fredericia Kunstforening
- 2018	Jørn Jacobsen, Sergei Sviatchenko: I am collage, Lindhardt & Ringhof, Copenhagen
- 2017 Sergei Sviatchenko — You red. Helena Nyborg Bay, Viborg Kunsthal 2017
- 2014 Rick Poynor, Sergei Sviatchenko: Collages, Schlebrueger.editor, Vienna
- Skull Art Prints, 20 removable posters, Laurence King Publishing, London
- 2013 Dennis Busch, Hendrik Hellige and Robert Klanten (eds.), The Age of Collage, Gestalten, Berlin
- 2012 Silke Krohn (eds.), Everything Goes Right & Left if You Want It: The Art of Sergei Sviatchenko
- 2011 Hendrik Hellige, Robert Klanten and James Gallgher (eds) Cutting Edges: Contemporary collage, Gestalten, Berlin
- 2008 Trine Rytter Andersen, Viktor Antonov, Marina Tarkovskaya, Mark Le Fanu, Irina Tchmyreva, Per Carlsen, Mirror By Mirror. Homage to Andrei Tarkovsky by Sergei Sviatchenko, Galleri Image, Aarhus
- 2007 Sergei Sviatchenko, Less, limited edition artist’s book, Rojo, Barcelona
- 2006 Hans Henrik Jacobsen, Paintings & Others 1991—2006, Hovedland, Aarhus
- 2003 Viktor Antonov, Georgy Nikich and Martine Arnault-Tran, Sviatchenko: Multimedia, Light, Art, Stories, Borgen, Copenhagen
- 1996 Jørgen Hansen, Sergei Sviatchenko: Paintings 1993—1996, Galerie Egelund, Copenhagen
- 1995 Jesper Overgaard, Byens Magi, Art Sted, Viborg
- 1994 Torben Weirup, When the Light Breaks Through, Galerie Egelund, Copenhagen
- 1993 Jørgen Hansen, 3 års malerier I Danmark, Galerie Nord, Randers & Galerie Egelund, Copenhagen
- Tom Jørgensen, Sergei Sviatchenko: Works on Paper 1989—1998, Galerie Egelund, Copenhagen